# Lasowiec (Białoruś)
Lasowiec (biał. Лясавец, Liasawiec; ros. Лясовец, Liasowiec; hist. także Lasowiec-Niziny) – wieś na Białorusi, w obwodzie brzeskim, w rejonie małoryckim, w sielsowiecie Czerniany.

## Historia
W dwudziestoleciu międzywojennym leżał w Polsce, w województwie poleskim, w powiecie kobryńskim, w gminie Oziaty. W 1921 wieś liczyła 98 mieszkańców, w tym 62 Polaków, 29 Białorusinów i 7 Rusinów. 97 mieszkańców było wyznania prawosławnego i 1 rzymskokatolickiego.
Po II wojnie światowej w granicach Związku Sowieckiego. Od 1991 w niepodległej Białorusi.